# Baons-le-Comte
Baons-le-Comte település Franciaországban, Seine-Maritime megyében. Lakosainak száma 336 fő (2022. január 1.). Baons-le-Comte Écalles-Alix, Ectot-lès-Baons, Hautot-le-Vatois, Sainte-Marie-des-Champs, Valliquerville, Yvetot és Les Hauts-de-Caux községekkel határos.

## Népesség
A település népességének változása:
| Lakosok száma | 365  | 362  | 371  | 349  | 343  | 337  | 334  | 335  | 336  |
|               | 2013 | 2015 | 2016 | 2017 | 2018 | 2019 | 2020 | 2021 | 2022 |